# サシール
サシール（西: Sacyr, S.A.）は、スペイン・マドリードに本拠を置く総合建設会社である。

## 概要
ヨーロッパや南北アメリカを中心に、インフラストラクチャーの設計・建設から運用・保守サービスに至るまでの事業を展開。スペイン株式市場において最も重要な取引指標であるIBEX 35の銘柄の1社である。マドリード証券取引所上場企業（BMAD: SCYR）。

## 沿革
- 1986年　ソシエダ・アノニマ・カミーノス・イ・レガディオス（Sociedad Anónima Caminos y Regadíos）として設立
- 1991年　サシール（Sacyr）に社名変更
- 2003年　スペイン大手住宅事業者のバジェエルモソ（Vallehermoso、1921年設立）と合併し、サシール・バジェエルモソ（Sacyr Vallehermoso）となる。
- 2013年　サシールに社名変更

## 事業内容
サシールの事業は、以下の3つのセグメントで構成されている。
コンセッション部門（Sacyr Concesiones）
- 輸送・衛生・水・廃棄物処理などのインフラストラクチャーについて、設計・建設・資金調達・運用・保守にわたり包括的にプロジェクトを管理。

インフラストラクチャー部門（Sacyr Ingeniería e Infraestructuras）
- 大規模な土木エンジニアリング、産業輸送インフラストラクチャーなどの建設事業を遂行。

サービス部門（Sacyr Servicios）
- クライアントの業務効率・持続可能性・安全性などの向上を支援。他に道路や建物の保全管理や、社会福祉に関するサービスも提供。

## 国際展開
サシールの主な活動地域
ヨーロッパ
- スペイン、イタリア、イギリス、ポルトガル、アイルランド、デンマーク、オランダ

アングロアメリカ
- アメリカ、カナダ

ラテンアメリカ
- ブラジル、コロンビア、チリ、ペルー、メキシコ、パラグアイ、ウルグアイ

オセアニア
- オーストラリア

アジア
- オマーン、カタール

アフリカ
- アルジェリア

## 主なプロジェクト
パナマ運河
- 2009年7月、パナマ運河の拡張事業について、サシール（当時はサシール・バジェエルモソ）が主導するグルポ・ウニードス・ポル・エル・カナル（Grupo Unidos por el Canal、GUPC）コンソーシアムが受注を獲得した。受注金額は約25億ユーロ。新規のアクセスルート、閘門の建設、既存の運河ルートの拡張工事などが対象で、土木エンジニアリング事業としては世界最大規模[3]。